# Sun Daolin
Sun Daolin (孙道临S, Sūn DàolínP; Pechino, 18 dicembre 1921 – Shanghai, 28 dicembre 2007) è stato un attore e regista cinese.
In occasione del centenario della nascita dell'industria cinematografica in Cina nel 2005, la China Film Performance Art Academy lo ha inserito nella lista dei "100 migliori attori in 100 anni di cinema cinese".